# Miód (film)
Miód (tur. Bal, 2010) – niemiecko-turecki dramat filmowy w reżyserii Semiha Kaplanoğlu, trzeci i ostatni obraz z filmowej "Trylogii Yusufa", który poprzedziły filmy Mleko (2008) i Jajko (2007).
Obraz został nagrodzony Złotym Niedźwiedziem podczas 60. Międzynarodowego Festiwalu Filmowego w Berlinie, gdzie był pierwszym tureckim filmem od 1964 roku, kiedy to Upalne lato otrzymało tę samą nagrodę. Film został wprowadzony do dystrybucji na terenie Turcji 9 kwietnia 2010 roku i wyselekcjonowany jako oficjalny kandydat tego kraju do Oscara dla najlepszego filmu nieanglojęzycznego podczas 83. ceremonii wręczenia Oscarów.

## Obsada
- Erdal Beşikçioğlu jako Yakup
- Tülin Özen jako Zehra
- Bora Altaş jako Yusuf
- Alev Uçarer

i inni

## Nagrody i nominacje
60. Międzynarodowy Festiwal Filmowy w Berlinie
- Złoty Niedźwiedź − Semih Kaplanoğlu
- Nagroda Jury Ekumenicznego − Semih Kaplanoğlu

Europejskie Nagrody Filmowe 2010
- nominacja: Najlepszy Europejski Film
- nominacja: Najlepszy Europejski Reżyser − Semih Kaplanoğlu
- nominacja: Najlepszy Europejski Operator − Barış Özbiçer